# Per Gaber... io ci sono
Per Gaber... io ci sono è un tributo a Giorgio Gaber composto da un confanetto contenente 3 CD nella versione standard e da 3 CD e 2 DVD in quella Deluxe a tiratura limitata, disponibile dal 13 novembre 2012 e contenente, nella versione standard, 50 reinterpretazioni dei brani del cantautore fatte da altrettanti artisti italiani che negli anni hanno partecipato al Festival teatro canzone Giorgio Gaber. La Fondazione Giorgio Gaber che produce annualmente il festival ha realizzato questo tributo, con la distribuzione della casa discografica Sony Music, per ricordare Giorgio Gaber nel quasi decennale della sua morte, avvenuta nel 2003.
La seconda parte del titolo ...Io ci sono è tratto dall'ultimo verso del brano di Gaber Io come persona.

## Tracce

### Standard Edition
CD 1
Testi e musiche di Giorgio Gaber.
1. Giorgio Gaber e Adriano Celentano – Ciao ti dirò – 2:21
2. Renzo Arbore – Non arrossire – 4:26
3. Claudio Baglioni – Le strade di notte – 3:32
4. Roberto Vecchioni – La ballata del Cerutti – 3:36
5. Enzo Jannacci – Una fetta di limone – 2:54
6. Massimo Ranieri – Porta Romana – 4:32
7. Dente – Pieni di sonno – 2:40
8. Lucio Dalla – Torpedo blu – 2:40
9. Marco Morandi – Suona chitarra – 2:48
10. J-Ax – Eppure sembra un uomo – 2:17
11. Paolo Jannacci – Come è bella la città – 3:16
12. Daniele Silvestri – Il signor G nasce – 3:00
13. Cesare Cremonini – L'orgia – 2:56
14. Baustelle – Latte 70 – 4:53
15. Sergio Cammariere – Due donne – 3:58
16. Gigi D'Alessio – Ora che non sono più innamorato – 4:05
17. Emma – La libertà  – 3:29
18. Enrico Ruggeri – Un'idea – 3:55
19. Gianni Morandi – Far finta di essere sani – 3:15
20. Luca Barbarossa – I cani sciolti – 3:03
21. Nada – Le mani – 3:02
22. Cristiano De André – Buttare lì qualcosa – 5:25

CD 2
Testi e musiche di Giorgio Gaber.
1. Jovanotti – Si può – 5:02
2. Ornella Vanoni – Le elezioni – 3:24
3. Max Pezzali – Il comportamento – 3:41
4. Eugenio Finardi – I reduci – 4:39
5. PFM – Quando moda è moda – 7:22
6. Davide Van De Sfroos – Pressione bassa – 4:06
7. Ivano Fossati – L'illogica allegria – 2:48
8. Gianna Nannini – L'attesa – 3:38
9. Morgan – Benvenuto il luogo dove – 6:37
10. Biagio Antonacci – I soli – 4:54
11. Mietta – Isteria amica mia – 3:57
12. Luciano Ligabue – Qualcuno era comunista – 7:52
13. Patti Smith – I, as a person – 8:42
14. Gian Piero Alloisio – La strana famiglia – 3:43
15. Paola Turci – C'è un'aria – 6:58

CD 3
Testi e musiche di Giorgio Gaber.
1. Marco Mengoni – Destra - Sinistra – 4:59
2. Negramaro – Quando sarò capace di amare – 4:42
3. Syria – Se io sapessi – 7:04
4. Samuele Bersani – Il conformista – 4:52
5. Noemi – Il grido – 6:14
6. Andrea Mirò – Il luogo del pensiero – 4:30
7. Pacifico – Chissà – 4:06
8. Rossana Casale – Il desiderio – 4:08
9. Articolo 31 – Io non mi sento italiano – 4:29
10. Franco Battiato – la parola io – 4:48
11. Mario Biondi – Il corrotto – 4:30
12. Mango – Verso il terzo millennio – 4:18
13. Laura Pausini – Non insegnate ai bambini – 3:53

### Deluxe Edition
L'edizione limitata contiene 3 tracce aggiuntive, 2 DVD e un libro.
Testi e musiche di Giorgio Gaber.
1. Roberto Cacciapaglia – Non arrossire
2. Ron – Quando sarò capace di amare
3. Mina – Lo shampoo

DVD 1
"Secondo me Giorgio Gaber", 39 minuti con frammenti di interviste inedite degli artisti presenti nell'album: Lucio Dalla, Daniele Silvestri, Patti Smith, Roberto Vecchioni, Gianna Nannini, Davide Van De Sfroos, Syria, Enrico Ruggeri, Marco Morandi, Nada, Biagio Antonacci, Paolo Jannacci, Franco Battiato, Dente, Cesare Cremonini, Marco Mengoni, Claudio Baglioni, Gigi D'Alessio, Eugenio Finardi, Noemi, Morgan, Franz Di Cioccio, Gianni Morandi, Mango, Massimo Ranieri, Jovanotti.
DVD 2
"Inediti e rarità" che contiene una selezione di filmati amatoriali per la prima volta, messi a disposizione dalla Fondazione e che costituiscono una vera e propria “chicca” per il pubblico gaberiano. Brani come “Mi fa male il mondo” e “E tu stato” vengono proposti infatti per la prima volta in versione video.
1. Se io sapessi – Registrato il 31 gennaio 1996 al Teatro Comunale di Ferrara
2. Gli inutili (monologo) – Registrato il 13 dicembre 1991 al Teatro Donizetti di Bergamo
3. Lo shampoo – Registrato il 9 novembre 1991 al Teatro Comunale di Carpi
4. Il suicidio (monologo) – Registrato il 13 dicembre 1991 al Teatro Donizetti di Bergamo
5. E tu Stato – Registrato il 13 novembre 1992 al Teatro Municipale Valli di Reggio Emilia
6. L'elastico – Registrato il 9 novembre 1991 al Teatro Comunale di Carpi
7. Questi nostri tempi (monologo) – Registrato il 31 gennaio 1996 al Teatro Comunale di Ferrara
8. Isteria amica mia – Registrato il 31 gennaio 1996 al Teatro Comunale di Ferrara
9. Mi fa male il mondo (canzone/monologo) – Registrato il 31 gennaio 1996 al Teatro Comunale di Ferrara

Il DVD include inoltre l'eccezionale documento dell'ultima apparizione pubblica di Giorgio Gaber: grazie al Clan Celentano, il DVD apre con lo storico duetto, tratto dal programma “125 milioni di caz..te”, di Celentano e Gaber, che nel 2001 tornò dopo una lunghissima assenza in televisione, anzi come disse lo stesso Gaber, “Non torno in tv, vado da Adriano”.
Sempre nella confezione Deluxe vi sono una poesia dedicata a Gaber scritta da Renato Zero e 3 rare fotografie, realizzate per l'occasione in formato speciale: il primo scatto è di Luigi Ciminaghi (1968); il secondo è di Andrea Scanzi (1991) e il terzo è di Guido Harari (1993).

### Digital download
L'edizione digitale contiene 4 tracce aggiuntive rispetto alle 2 precedenti versioni.
Testi e musiche di Giorgio Gaber.
1. Giulio Casale – La festa – 4:46
2. Paolo Benvegnù – Io e le cose – 6:22
3. Bandabardò – L'odore – 5:01
4. Luca Carboni – Far finta di essere sani – 3:45